# (5376) 1990 DD
(5376) 1990 DD là một tiểu hành tinh vành đai chính. Nó được phát hiện bởi Seiji Ueda và Hiroshi Kaneda ở Kushiro, Hokkaidō, ngày 16 tháng 2 năm 1990.